# Armin Falk
Armin Falk (Bergisch Gladbach, 18 de enero de 1968) es un economista alemán.

## Biografía
Armin Falk estudió economía, filosofía e historia en la Universidad de Colonia. En 1998, consiguió su doctorado sobre “Reciprocity and Wage Formation” (Reciprocidad y la formación de los sueldos) por el profesor Ernst Fehr de la Universidad de Zúrich. También en Zúrich, recibió su habilitación en el año 2003.
Armin Falk es profesor de economía y director del “Behavior and Inequality Research Institute” (briq) y del “Laboratorio para la Investigación Experimental de la Economía” de la Universidad de Bonn. Además, es miembro de la sociedad Max Planck, director del programa de la institución IZA, miembro del “Centre for Economic Policy Research”, miembro del ”Centre for Economic Studies”, profesor investigador del “Deutschen Institut für Wirtschaftsforschung (DIW)” y miembro del consejo científico del Ministerio de Economía y Tecnología.

## Investigación
El objetivo principal de la investigación de Armin Falk es encontrar un entendimiento adecuado de la fundación del comportamiento humano en la economía. Mientras el modelo tradicional (Homo Oeconomicus) todavía postula racionalidad perfecta y propio interés, los trabajos de Armin Falk muestran que el comportamiento humano es, en general, racionalmente restringido y que, en contra del propio interés, nuestras acciones están influenciadas por otras razones (preferencias sociales, equidad y confianza).
La investigación de Armin Falk es bastante interdisciplinaria y utiliza conocimientos de múltiples áreas científicas: de la investigación experimental de la economía, de la psicología social, de la genética y de las neurociencias. Metodológicamente, sus trabajos se basan principalmente en experimentos de campo y de laboratorio complementados con procesos neurocientíficos como IRM - Imágenes de Resonancia Magnética, o vía el análisis de datos representativos generados por cuestionarios.
Armin Falk trata de investigar dos temas capitales: las preferencias económicas y los aspectos psicológicos del mercado laboral. 
El análisis de preferencias y la personalidad tienen grande importancia no sólo para las ciencias económicas sino también para otras ciencias sociales. En primer lugar se encuentra el análisis de preferencias sociales, aparte de preferencias temporales y del riesgo. Auspiciado por el ERC Starting Grant,  Armin Falk está investigando entre otros la distribución de las preferencias dentro de la población aparte de otros determinantes socioeconómicos.
El segundo tema está enfocado a los aspectos psicológicos de mercados laborales. Su investigación demuestra que aparte de aspectos materiales, especialmente en los mercados laborales, faces como preferencias sociales, comparación social, equidad, confianza, reputación social y motivación intrínseca juegan un papel decisivo que a largo plazo tienen un gran impacto en las relaciones laborales y en el régimen de organizaciones de los mercados laborales.

## Premios
- 2011 Preis der Berlin-Brandenburgischen Akademie der Wissenschaften
- 2011 Yrjö-Jahnsson-Preis
- 2010 Europäische Akademie der Wissenschaften und Künste
- 2009 Nationale Akademie der Wissenschaften, Leopoldina
- 2009 Nordrhein-Westfälische Akademie der Wissenschaften und der Künste
- 2009 Gottfried Wilhelm Leibniz-Preis der Deutschen Forschungsgemeinschaft
- 2008 Gossen-Preis des Vereins für Socialpolitik
- 2007 Fellow of the European Economic Association
- 2006 “John T. Dunlop Outstanding Scholar Award” of Labor and Employment Relations Association
- 2004 “CESifo Prize in Public Economics”
- 1999 Premio del Instituto de la Investigación Empírica de la Universidad Zùrich para la mejor publicación para un investigador bajo de 35 anos

## Trabajos
- The Intergenerational Transmission of Risk and Trust Attitudes (IZA DP 2380) (with Thomas Dohmen, David Huffman and Uwe Sunde), forthcoming in Review of Economic Studies.
- Reference-Dependent Preferences and Effort provision (with Johannes Abeler, Lorenz Götte and David Huffman), forthcoming in American Economic Review.
- Performance Pay and Multi-dimensional Sorting: Productivity, Preferences and Gender, (with Thomas Dohmen), forthcoming in American Economic Review.
- Unemployment and Right-wing Extremist Crime (with Andreas Kuhn and Josef Zweimüller), forthcoming in Scandinavian Journal of Economics.
- You get what you pay for: Incentives and Selection in the Education System (with Thomas Dohmen), forthcoming in Economic Journal.
- Lab Experiments are a Major Source of Knowledge in the Social Sciences, Science 326, 535 (2009) (with James J. Heckman).
- Individual Risk Attitudes: New Evidence from a Large, Representative, Experimentally-Validated Survey, forthcoming in Journal of the European Economic Association (IZA DP 1730) (with Thomas Dohmen, David Huffman, Uwe Sunde, Jürgen Schupp and Gert G. Wagner).
- The Medial Prefrontal Cortex exhibits Money Illusion, Proceedings of the National Academy of Sciences PNAS, 106 (13), 5025-5028 (2009) (with Bernd Weber, Antonio Rangel and Matthias Wibral).
- Are Risk Aversion and Impatience Related to Cognitive Ability? American Economic Review, 100 (3), 1238–1260 (2010) (with Thomas Dohmen, David Huffman and Uwe Sunde).
- Social comparison affects reward-related brain activity in the human ventral striatum, Science 23 November 2007: Vol. 318. (5854), 1305 - 1308 (with Klaus Fließbach, Bernd Weber, Peter Trautner, Thomas Dohmen, Uwe Sunde and Christian Elger).
- Gift-Exchange in the Field, Econométrica 75, No. 5 (2007), 1501–1511.
- Testing Theories of Fairness – Intentions Matter, Games and Economic Behavior 62, 1(2008), 287-303 (with Ernst Fehr and Urs Fischbacher).
- Fairness Perceptions and Reservation Wages - The Behavioral Effects of Minimum Wage Laws, Quarterly Journal of Economics 121 (4) (2006), 1347-1381 (with Ernst Fehr and Christian Zehnder).
- The Hidden Cost of Control, American Economic Review Vol. 96 No. 5 (2006), 1611-1630 (with Michael Kosfeld).
- Driving Forces Behind Informal Sanctions, Econométrica 7 (6) (2005), 2017-2030 (with Ernst Fehr and Urs Fischbacher).
- Clean Evidence on Peer Effects, Journal of Labor Economics, 2006, 24 (1), 39-57 (with Andrea Ichino).
- A Theory of Reciprocity, Games and Economics Behavior 54 (2) (2006), 293-315 (with Urs Fischbacher).
- Choosing the Joneses: On the Endogeneity of Reference Standards, Scandinavian Journal of Economics 106 (3) (2004), 417 - 435 (with Markus Knell).
- Relational Contracts and the Nature of Market Interactions, Econométrica 72 (2004), 747-780 (with Martin Brown and Ernst Fehr).
- On the Nature of Fair Behavior, Economic Inquiry 41(1) (2003), 20-26 (with Ernst Fehr and Urs Fischbacher).
- Reputation and Reciprocity - Consequences for the Labour Relation, Scandinavian Journal of Economics 104 (2002), 1-26 (with Simon Gächter).
- Psychological Foundations of Incentives, European Economic Review 46 (2002), 687-724 (with Ernst Fehr).
- Wage Rigidities in a Competitive Incomplete Contract Market, Journal of Political Economy 107 (1999), 106-134 (with Ernst Fehr).